# Сантиагу (Риу-Гранди-ду-Сул)
Сантиагу (порт. Santiago)  —  муниципалитет в Бразилии, входит в штат Риу-Гранди-ду-Сул. Составная часть мезорегиона Западно-центральная часть штата Риу-Гранди-ду-Сул. Входит в экономико-статистический  микрорегион Сантиагу. 

## География
Занимает площадь 2 413,075 км². Плотность населения — 21,6 чел./км².
Климат : субтропический гумидный.

## История
Город основан 4 января 1884 года иезуитами из Парагвая. Первыми поселенцами были 350 немцев, 14 бельгийцев, 4 француза, 3 швейцарца.

## Население
Население составляет 49 477 человек на 2006 год.

## Известные уроженцы, жители
Луис Карлос Пратес — бразильский журналист, психолог и спортивный комментатор.

## Статистика
- Валовой внутренний продукт на 2003 составляет 272.012.546,00 реалов (данные: Бразильский институт географии и статистики).
- Валовой внутренний продукт на душу населения на 2003 составляет 5.327,52 реалов (данные: Бразильский институт географии и статистики).
- Индекс развития человеческого потенциала на 2000 составляет 0,816 (данные: Программа развития ООН).